# Başakpınartepe, Devrekani
Başakpınartepe là một xã thuộc huyện Devrekani, tỉnh Kastamonu, Thổ Nhĩ Kỳ. Dân số thời điểm năm 2008 là 58 người.